# Senegalia praecox
Acacia praecox, yuquerí negro, garabato o garabato hembra, es una especie de leguminosa de la subfamilia Mimosoideae.

## Descripción
El garabato presenta púas curvas en las ramas y en las hojas. Sus flores son amarillas y se agrupan en espigas. Crece en zonas de clima subtropical, en Argentina, Bolivia, Paraguay y Uruguay.
Es un arbusto o árbol de 3 a 9 m de alto, copa irregular cuando joven, alta y estrecha al madurar.
Hojas compuestas, bipinnadas, caducifolias, alternas, verdosas oscuras, grandes. Eje principal y pecíolo incluido, de 2-7 cm de largo, 3-6 pares de ejes secundarios de 2-6 cm de largo, cada uno con 15-45 pares de foliolulos de 4-8 mm de largo, aguzados en la punta.
Ramas grisáceas, y puntos claros (lenticelas), espinas o aguijones curvos hacia abajo, esparcidos en forma irregular, parecidos a los de los rosales, de 5 mm de largo. Puede haber especímenes inermes.
Corteza grisácea, lisa, pocos surcos longitudinales, superficiales. En ejemplares viejos se torna rugosa.
Inflorescencia: flores perfectas, completas, muy pequeñas, de 6 mm de largo. Cáliz y corola tubulares. Muchos estambres, ovario súpero. Se agrupan en inflorescencias esféricas (capítulos), como pompones, blanco cremosas, fragantes, en racimos de 3-6 cm de largo. Florece antes de la foliación (de allí el epíteto específico).
Fruto vaina membranosa, chata, seca, de 5 a 14 por 1,5 a 2,5 cm, pardo claro al madurar, con 9 semillas.
Es inconfundible por sus púas curvas. Se parece bastante a Acacia visco, pero éste es inerme.

## Ecología
De amplia distribución en el Chaco paranaense y en el Espinal. Abunda a orillas del río Paraná, las estribaciones de las sierras chaqueñas, y el Chaco semiárido. Vive hasta los 1000 m s. n. m.

## Taxonomía
Acacia praecox fue descrita por August Heinrich Rudolf Grisebach y publicado en Abhandlungen der Königlichen Gesellschaft der Wissenschaften zu Göttingen 19: 136. 1874.
Etimología
Ver: Acacia: Etimología
praecox: epíteto latino que significa "con maduración temprana".